# Бутурлин, Сергей Александрович
Сергей Александрович Бутурлин (10 сентября [22 сентября] 1872, Монтрё (Швейцария) — 22 января 1938, Москва) — русский орнитолог, путешественник и охотовед, автор работ по систематике птиц России и охотничьему хозяйству, внук генерала С. П. Бутурлина.

## Биография

### 1872—1897 годы
Сергей Александрович Бутурлин родился 9 (21) октября 1872 года в Швейцарии, в курортном Монтрё, в семье Бутурлиных. Отец А. С. Бутурлин — врач по образованию, кандидат естественных наук, был убеждённым сторонником марксистского учения, за что преследовался царским режимом. Мать Е. М. Снитко, родом из обедневшего дворянского рода.
Изучением птиц и навыками охоты Сергей Александрович Бутурлин начал заниматься ещё в Симбирске, куда был сослан отец, во время учёбы в Симбирской гимназии.
Охотился с детства — сначала с самодельным луком (из которого научился стрелять на дальность до 35 метров), затем начал использовать дульнозарядное шомпольное ружье, с 1886 года — казнозарядные ружья под унитарный патрон.
Научной деятельностью, по его собственным словам, начал заниматься в 1888 году. В том же 1888 году в «Охотничьей газете» были напечатаны его первые заметки по описанию птиц и охоте, в 1889 году — первая заметка о охотничьем оружии.
В 1894 году Бутурлин с золотой медалью окончил петербургское Императорское училище правоведения. В училище помимо увлечения философией, политэкономией, марксистской теорией, Бутурлин занимался и естественными науками — биогеографией, геологией и зоологией.
Сразу после окончания училища Бутурлин на полтора года был призван на военную службу в конногвардейский полк. В тире гвардейского корпуса он проводил испытания винтовки Бердана, трехлинейной винтовки и охотничьего оружия (в результате, им были разработаны три вида охотничьих пуль к винтовке Бердана), а также приступил к работе над монографией «Кулики Российской империи». Уволившись в запас в чине корнета, Бутурлин стал работать по специальности в окружном суде Санкт-Петербурга.
В 1893—1895 годах вышла в свет работа орнитолога М. А. Мензбира «Птицы России», первый в истории систематический справочник о птицах Европейской части Российской империи и Кавказа. Бутурлин, в целом высоко оценивая это произведение, вступил с автором в полемику относительно некоторых моментов. Сам труд, а также спор, продолжавшийся в течение десятилетия, дал ощутимый толчок к развитию орнитологии в стране. В 1897—1900 годах Бутурлин работал над собственным определителем: «Синоптические таблицы охотничьих птиц Российской Империи». В эти же годы, совместно с известным конструктором оружия А. П. Ивашенцовым, он занимался детальным изучением пулевого охотничьего оружия. В результате, в 1887 году появился каталог «Современное охотничье оружие и огнестрельные припасы», приуроченный к проводимой в Петербурге Второй выставке охотничьего оружия Императорского Русского Технического общества, в организации которого Бутурлин принимал участие.

### Лифляндский период
В начале 1898 года С. А. Бутурлин женился на Вере Владимировне Марковой, после чего вместе с женой отправляется на новое место службы в г. Везенберг (ныне г. Раквере, Эстония), а затем г. Мариенбург (ныне г. Алуксне, Латвия), где занял должность судебного следователя округа. Несмотря на большую загруженность по работе, Бутурлин занимался сбором и обработкой материала по систематике и биологии птиц Лифляндии. В этот же год вышло большое количество статей по охотоведению, среди которых «Об убойности пуль на охотничьей дистанции», «Дробовая магазинка Винчестера», «Автоматический пистолет Боркхардта», «Исследование конструкции и боя современного охотничьего оружия», «О максимальном пределе полезной скорости», «О влиянии материала стволов на бой» и другие материалы. Осенью 1898 года у Бутурлиных родился сын Александр. В 1889 году были напечатаны две научные работы по орнитологии — «Синоптические таблицы охотничьих птиц Российской империи» и «Материалы для орнитофауны Симбирской губернии» (последняя была написана совместно с Б. М. Житковым).
Летом 1900 года Бутурлин во время своего отпуска совершил свою первую экспедицию по северу России. Вместе с Б. М. Житковым он исследовал устье Северной Двины в Архангельской губернии, а также острова Колгуев и Новая Земля. В поездке путешественники изучали быт и способы охоты ненцев, составляли перечень местных растений, насекомых, и гнездящихся и пролётных птиц. Были открыты несколько новых видов и добыты экземпляры некоторых редких птиц, а также доказано присутствие на Новой Земле атлантического тупика. Эта краткая поездка не смогла дать необходимый материал для масштабного исследования этого региона, а осуществлению более длительной командировки мешали ряд причин, в частности связанные со служебной деятельностью Бутурлина. По результатам экспедиции Бутурлиным и Житковым в 1901 году была написана книга «По Северу России», впоследствии удостоенная серебряной медали Императорского Русского географического общества.
По возвращении из командировки Бутурлин получил чин надворного советника и новую должность мирового судьи в Мариенбурге. В это же время, осенью 1901 года, вышла в свет первая крупная работа Бутурлина и одновременно первый полный орнитологический справочник в истории России — «Синоптические таблицы охотничьих птиц Российской Империи», над которой автор работал в течение нескольких лет. Этот труд стал методологическим пособием для студентов в Зоологическом музее Университета. Бутурлин был избран членом нескольких российских научных обществ — непременным членом Императорского Общества Любителей Естествознания, Антропологии и Этнографии, действительным членом Императорского Русского Географического общества, членом Императорского Русского Энтомологического общества и непременным членом Императорского общества Размножения Охотничьих и Промысловых животных и правильной охоты.
Летом 1902 года С. А. Бутурлин совершил вторую поездку на Колгуев, на этот раз в компании агронома И. А. Шульги и студента-зоолога М. Н. Михайловского. Если за год до этого на этом острове удалось остановиться только на сутки, то в этот раз исследователи провели здесь два месяца. Была составлена карта острова и собраны коллекции горных пород, почв, растений и животных. Было сделано большое количество фотографий, проведены метеорологические наблюдения, взяты пробы воды и изучен быт местных жителей-самоедов. По результатам исследований орнитофауны страны в 1902 году вышли две монографии Бутурлина — «Кулики Российской империи» и «Дикие гуси Российской империи». Другие значимые работы по зоологии и охотоведению в этот период — статьи «Заметки о некоторых птицах Лифляндии», «О лосях», и «О весенней охоте».
В 1903 году Бутурлин занял должность мирового судьи в Везенберге. В 1905 году он совершил поездку на нижнюю Колыму, где близ села Походск впервые описал гнездование розовой чайки (Rhodostethia rosea).
В 1912 году за исследование Якутской области и некоторых районов севера Европейской России он был награждён золотой медалью им. Семёнова-Тян-Шанского.

### Советский период
В начале Первой мировой войны Бутурлин переправил большую часть своей орнитологической коллекции, весь архив, рукописи и научную библиотеку в село Усть-Урень Карсунского уезда Симбирской губернии (ныне Сурский район Ульяновской области) — к своим соседям по имению, Кротковым. Во время революции 1917 года крестьяне вскрыли ящики с книгами, документами и коллекциями Бутурлина. Были потеряны многие его рукописи, в том числе монография по птицам Якутии и подготовленный к печати полный определитель птиц России. Лишь после смерти учёного выяснилось, что значительная часть пропавшего архива и коллекций в 1918 году попала в Симбирский народный музей, позднее Ульяновский областной краеведческий музей.
В начале 1920-х годов Бутурлин приступил к восстановлению рукописи определителя птиц, признавая, что «нет ничего более тяжелого, чем повторение раз уже проделанной работы».
В 1935 году был избран в членом-корреспондентом Венгерского Королевского института орнитологии.
Половину своей орнитологической коллекции С. А. Бутурлин передал зоологическому музею МГУ, ещё 285 птиц — подарил Ульяновскому областному краеведческому музею.

## Память
- В 1962 году в Ульяновском областном краеведческом музее была создана экспозиция, посвящённая жизни и деятельности С. А. Бутурлина[1].
- В селе Лава Сурского района была оборудована «комната Бутурлина»[1].
- В 2022 году Почта России выпустила ХМК: Ульяновская область. 150 лет со дня рождения С. А. Бутурлина (1872–1938)[5].  - ХМК РФ, 2022. Ульяновская область. 150 лет со дня рождения С. А. Бутурлина.